# Kammerflimmer Kollektief

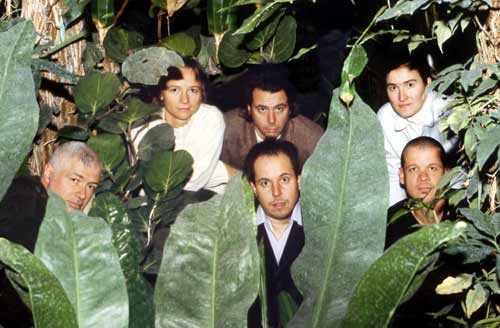
Kammerflimmer Kollektief 2005

Das Kammerflimmer Kollektief ist eine Karlsruher Band, die Elemente der improvisierten Noise-Musik bzw. des Free Jazz mit Elektronik, Ambient und Neuer Musik verbindet.

## Geschichte
Das Projekt wurde 1996 von Thomas Weber gegründet. 1999 wurde aus dem Ein-Mann-Projekt eine sechsköpfige Band. Im selben Jahr erschien das Debüt-Album Mäander bei Payola Records. Im Laufe der Zeit erfuhr die Band mehrere Umbesetzungen, mittlerweile wirken drei Bandmitglieder mit. Die Alben der Band erscheinen seit Absencen (2005) bei Staubgold.

## Stil
Die zunächst vor allem elektronisch im Studio entstehenden Kompositionen von Weber wurden mit Aufnahmen von „richtigen“ Instrumenten vermengt, wobei bei Konzertauftritten viel improvisiert wird.
Die Musik der Band ist schwer zu kategorisieren und wurde beschrieben „als ob William Parker mit Lee Scratch Perry und Velvet Underground jammen würde. [...] ein Zusammenstoß der Welt, die wir kennen, mit einer unbekannten.“ Gelegentlich wird die Musik der Gruppe mit jener von Bohren & der Club of Gore oder The Kilimanjaro Darkjazz Ensemble verglichen und dem Dark Jazz zugerechnet.
Nach dem Erscheinen ihres 15. Albums resümierte Jazz thing: „Seit einem Vierteljahrhundert überzeugt das Kammerflimmer Kollektief  mit Fantasywelten aus Jazzimprovisation, Darkwave, Exotica, Post- und Krautrock sowie Noise.“

## Diskografie
- 1999: Mäander (Payola Records)
- 2000: Incommunicado (Payola Records)
- 2001: Hysteria (wiederaufgelegt 2004, Temporary Residence)
- 2003: Cicadidae (Temporary Residence)
- 2005: Absencen (Staubgold)
- 2006: Remixed (Staubgold)
- 2007: Jinx (Staubgold)
- 2009: Im erwachten Garten (Staubgold) mit Dietmar Dath
- 2010: Wildling (Staubgold)
- 2011: Teufelskamin (Staubgold)
- 2012: Farnschiffe (Staubgold) als The Schwarzenbach mit Dietmar Dath
- 2015: Désarroi (Staubgold)
- 2015: Nicht sterben. Aufpassen. (Staubgold) als The Schwarzenbach mit Dietmar Dath
- 2018: There Are Actions Which We Have Neglected and Which Never Cease to Call Us (Bureau B)
- 2023: Schemen (Karlrecords)